# العلاقات الإريترية العمانية
العلاقات الإريترية العمانية هي العلاقات الثنائية التي تجمع بين إريتريا وسلطنة عمان.

## مقارنة بين البلدين
هذه مقارنة عامة ومرجعية للدولتين:
| وجه المقارنة                                              | إريتريا                                      | سلطنة عمان    |
| --------------------------------------------------------- | -------------------------------------------- | ------------- |
| المساحة (كم2)                                             | 117.60 ألف                                   | 309.50 ألف    |
| عدد السكان (نسمة)                                         | 6.33 مليون                                   | 4.64 مليون    |
| الكثافة السكانية (ن./كم²)                                 | 53.83                                        | 14.99         |
| العاصمة                                                   | أسمرة                                        | مسقط          |
| اللغة الرسمية                                             | اللغة التغرينية، اللغة العربية، لغة إنجليزية | اللغة العربية |
| العملة                                                    | ناكفا                                        | ريال عماني    |
| الناتج المحلي الإجمالي (بليون دولار)                      | 2.61 مليار                                   | 72.64 مليار   |
| الناتج المحلي الإجمالي (تعادل القوة الشرائية) بليون دولار |                                              | 179.49 مليار  |
| الناتج المحلي الإجمالي الاسمي للفرد دولار أمريكي          |                                              | 15.55 ألف     |
| الناتج المحلي الإجمالي للفرد دولار أمريكي                 |                                              | 38.63 ألف     |
| مؤشر التنمية البشرية                                      | 0.391                                        | 0.793         |
| رمز المكالمات الدولي                                      | +291                                         | +968          |
| رمز الإنترنت                                              | .er                                          | عمان          |
| المنطقة الزمنية                                           | ت ع م+03:00                                  | ت ع م+04:00   |

## منظمات دولية مشتركة
يشترك البلدان في عضوية مجموعة من المنظمات الدولية، منها:
| علم المنظمة | اسم المنظمة                        | تاريخ انضمام إريتريا | تاريخ انضمام سلطنة عمان |
| ----------- | ---------------------------------- | -------------------- | ----------------------- |
|             | مؤسسة التمويل الدولية              | 11 أكتوبر 1995       | 1973                    |
|             | منظمة حظر الأسلحة الكيميائية       | ?                    | ?                       |
|             | يونسكو                             | 2 سبتمبر 1993        | 10 فبراير 1972          |
|             | الاتحاد الدولي للاتصالات           | 6 أغسطس 1993         | 28 أبريل 1972           |
|             | الأمم المتحدة                      | 28 مايو 1993         | 7 أكتوبر 1971           |
|             | منظمة الشرطة الجنائية الدولية      | ?                    | ?                       |
|             | البنك الدولي للإنشاء والتعمير      | 6 يوليو 1994         | 1971                    |
|             | الاتحاد البريدي العالمي            | ?                    | ?                       |
|             | مؤسسة التنمية الدولية              | 6 يوليو 1994         | 1973                    |
|             | وكالة ضمان الاستثمار متعدد الأطراف | 10 سبتمبر 1996       | 1989                    |

## وصلات خارجية
- موقع وزارة الخارجية العمانية